# Tinta de cefalòpode

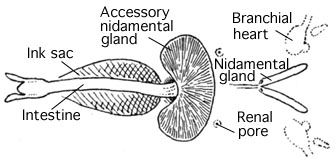
Vista ventral de les vísceres de Chtenopteryx sicula, que mostra la ubicació del sac de tinta

La tinta de cefalòpodes és una tinta fosca alliberada a l'aigua per la majoria dels cefalòpodes, i sol ser un mecanisme d'escapament. Tots els cefalòpodes, a excepció dels Nautilidae i els Cirrina (pops de les profunditats marines), són capaços d'alliberar tinta.
La tinta s’allibera dels sacs de tinta (situats entre les brànquies) i es dispersa més àmpliament quan s’allibera amb un raig d'aigua del sifó. El seu color fosc és causat per la melanina, el seu principal component. Cada cefalòpode produeix tintes de colors lleugerament diferents; generalment, els pops produeixen tinta negra, la tinta de calamar és de color negre blau i la tinta de les sèpies és de color marró.
Alguns altres mol·luscs aquàtics tenen respostes similars a l'atac, inclòs el gasteròpode conegut com a llebres marines .

## Conductes de tinta
Vaig estar molt interessat, en diverses ocasions, per veure els hàbits d'un pop o una sípia ... primer llançaven la cua, amb la rapidesa d'una fletxa, d'un costat a l'altre de la piscina, al mateix temps que decoloraven l'aigua amb una tinta marró fosc.
S'han observat dos comportaments diferents en l'alliberació de la tinta dels cefalòpodes. El primer és l'alliberament de grans quantitats de tinta a l'aigua pel cefalòpode per tal de crear un núvol fosc i difús (molt semblant a una cortina de fum) que pot enfosquir la visió del depredador, cosa que permet al cefalòpode fer una retirada ràpida escapant-se .
La segona resposta a un depredador és alliberar pseudomorfs ("falsos cossos"), núvols de tinta més petits amb un contingut de moc més gran, que els permet mantenir la seva forma durant més temps. Aquests són expulsats mica lluny del cefalòpode en qüestió, que sovint alliberar diversos pseudomorfos i canvien de color (Blanch) en conjunció amb aquestes versions. Els pseudomorfs tenen aproximadament el mateix volum i semblen al cefalòpode que els va alliberar.
Les cries de tortuga verda (Chelonia mydas) que han estat observades atacant erròniament els pseudomorfs alliberats per Octopus bocki han ignorat posteriorment els pops específics.
Molts depredadors de cefalòpodes (per exemple, morenes) tenen sistemes quimiosensorials avançats, i algunes proves anecdòtiques suggereixen que els compostos (com la tirosinasa) que es troben a la tinta dels cefalòpodes poden irritar, adormir o fins i tot desactivar aquest aparell. S’han realitzat pocs experiments controlats per demostrar-ho. No obstant això, generalment es creu que la tinta de cefalòpodes és més sofisticada que una simple "pantalla de fum"; s'ha demostrat que la tinta d'un nombre de calamars i sèpies funciona com una alarma química específica.
També s’han observat pops que escampaven tinta contra cargols o crancs que s’acostaven als ous.
Nombroses espècies de sípia afegeixen una capa de tinta als ous, presumiblement per camuflar-los dels possibles depredadors.

## Propietats físiques
La tinta de la Sepia officinalis forma una suspensió polidispersa composta per partícules esfèriques amb una mida d'entre 80 i 150 nm (mesurat per TRPS i SEM). Les partícules tenen una densitat d' 1.27 g cm−3, cosa que pot ser deguda a la quantitat de metalls que té en la seva composició (4,7% en pes).

## Composició química
La tinta de cefalòpodes conté diversos productes químics en diverses concentracions diferents, segons l'espècie. No obstant això, els seus components principals són la melanina i el moc. També pot contenir, entre altres coses, tirosinasa, dopamina i L-DOPA, així com petites quantitats d'aminoàcids lliures, com ara taurina, àcid aspàrtic, àcid glutàmic, alanina i lisina.

## Ús humà

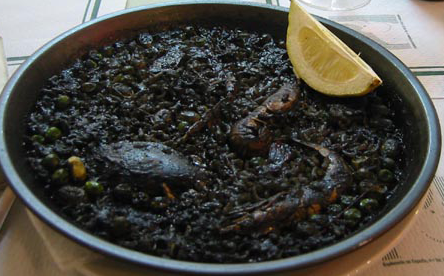
Arròs negre deu el seu color fosc a la tinta de calamar

La tinta dels cefalòpodes s’ha utilitzat, com el seu nom indica, en el passat com a tinta per a plomes i plomes; el nom grec de sípia i el nom taxonòmic d'un gènere de sèpia, Sèpia, s’associa amb el color marró de la tinta de sèpia (per obtenir més informació, vegeu sèpia).

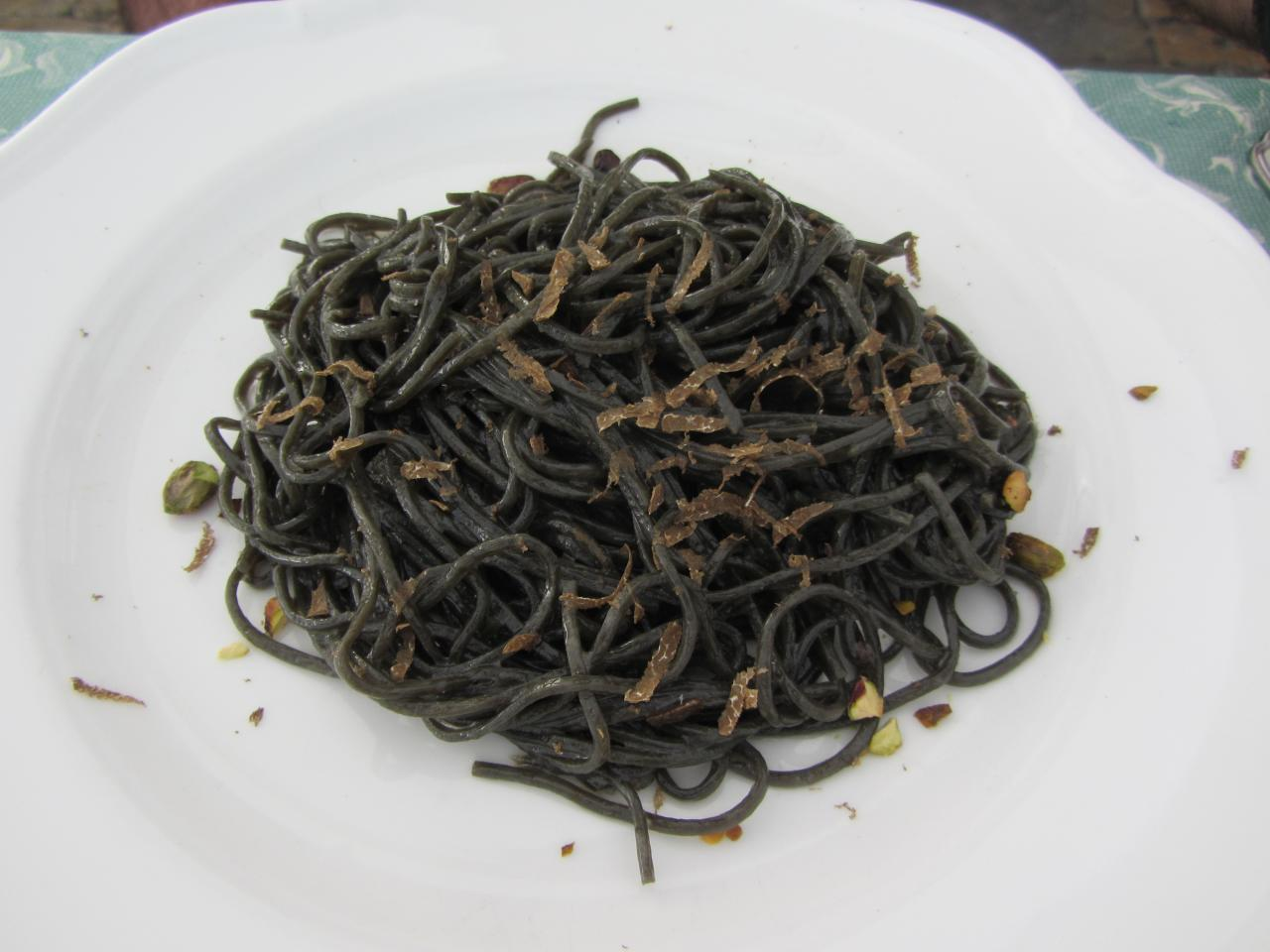
Pasta de tinta de calamar amb tòfones i festucs

L'ús modern de tinta de cefalòpodes es limita generalment a la cuina, principalment al Japó i a la Mediterrània, on s’utilitza com a colorant i saboritzant els aliments, per exemple en pasta i salses i, per descomptat, calamars en su tinta. Amb aquest propòsit, generalment es pot obtenir a les peixateries, proveïdors d'aliments gourmet i està àmpliament disponible als mercats del Japó i Espanya. La tinta s’extreu dels sacs de tinta durant la preparació del cefalòpode mort, generalment sèpia i, per tant, no conté mucositats. Tot i que no s’utilitza habitualment a la Xina, els xinesos utilitzen de vegades la tinta dels cefalòpodes per tenyir la massa de les boletes.
Els estudis han demostrat que la tinta dels cefalòpodes és tòxica per a algunes cèl·lules, incloses les cèl·lules tumorals. S’està investigant en ratolins per la seva activitat antitumoral contra el fibrosarcoma Meth-A. Actualment, encara no és clar si es pot obtenir alguna de les activitats antitumorals de la tinta de calamar a partir del consum oral, i això s’indica com a àrea per a futures investigacions.